# Un homme à détruire
Pour plus de détails, voir Fiche technique et Distribution.
Un homme à détruire (Imbarco a mezzanotte) est un film dramatique italien réalisé par Joseph Losey et Andrea Forzano, sorti en 1952.
Le scénario du film, écrit par Ben Barzman et Andrea Forzano, est une adaptation du roman La Bouteille de lait de Noël Calef.

## Synopsis
Un vagabond désillusionné tue accidentellement la propriétaire d'un magasin. Pour éviter d'être arrêté, il fuit, bientôt rejoint par un jeune garçon rebelle  qui a perdu ses parents et, pauvre, n'a pas d'autre moyen de subsister que le vol.

## Distribution
- Paul Muni : l'étranger avec un fusil
- Joan Lorring : Angela, une femme seule
- Vittorio Manunta : Giacomo, un petit garçon
- Luisa Rossi : la mère de Giacomo
- Aldo Silvani : Peroni, le brocanteur
- Arnoldo Foà : l'inspecteur en charge
- Alfredo Varelli : le patrouilleur de quartier
- Héléna Manson : l'employée de l'épicerie (la victime)
- Fausta Mazzucchelli : la petite sœur de Giacomo
- Cesare Trapani : le grand garçon
- Enrico Glori : signor Pucci
- Franco Balducci : Morelli
- Leonardo Scavino : Mancini (comme Leon Lenoir)
- Linda Sini : signora Raffetto
- Giulio Marchetti : signor Raffetto
- Giuseppe Addobbati :
- Henri Alekan : le prêtre à bicyclette
- Gianni Baghino :
- Nando Bruno :
- Noël Calef : le joueur de flûte
- Beatrice Mancini :
- Ave Ninchi :